# Francesco Carlo Gonzaga

Stemma dei Gonzaga

Francesco Carlo Gonzaga (1766 – 1834) fu onorificamente marchese e principe di Vescovato dal 1832 al 1834.

## Biografia
Francesco Carlo nacque da Francesco Niccolò Gonzaga, discendente della famiglia dei Gonzaga di Vescovato, ramo collaterale dei Gonzaga e da Olimpia Scotti di Piacenza.

## Discendenza
Francesco Carlo sposò in prime nozze nel 1793 Anna Corradi (1764-1812) e in seconde nozze nel 1817 Giuseppa Pedrazzoli (1792-?).
Ebbe dieci figli:
- Francesco Luigi (1800-1801)
- Francesco Sigismondo (1808-?)
- Ferrante (1818-1868)
- Carlo (1817-?)
- Rosa Olimpia (1792-?)
- Paola (1820-?)
- Francesco Nicola (1795-1825)
- Giulia (1822-?)
- Clelia (1824-?)
- Antonio Francesco (1831-1899)

## Ascendenza
|                            |   |                        | Genitori |  |  | Nonni |  |  | Bisnonni               |  |  | Trisnonni             |  |
|                            |   |                        |          |  |  |       |  |  | Carlo Giuseppe Gonzaga |  |  | Gian Giordano Gonzaga |  |
|                            |   |                        |          |  |  |       |  |  | Carlo Giuseppe Gonzaga |  |  | Gian Giordano Gonzaga |  |
|                            |   | Eleonora Manenti       |          |  |  |       |  |  | Carlo Giuseppe Gonzaga |  |  |                       |  |
| Francesco Ferrante Gonzaga |   |                        |          |  |  |       |  |  | Carlo Giuseppe Gonzaga |  |  |                       |  |
|                            |   | Olimpia Soardi Agnelli | …        |  |  |       |  |  |                        |  |  |                       |  |
|                            |   | Olimpia Soardi Agnelli | …        |  |  |       |  |  |                        |  |  |                       |  |
|                            |   | Olimpia Soardi Agnelli | …        |  |  |       |  |  |                        |  |  |                       |  |
| Francesco Niccolò Gonzaga  |   | Olimpia Soardi Agnelli |          |  |  |       |  |  |                        |  |  |                       |  |
|                            |   | …                      | …        |  |  |       |  |  |                        |  |  |                       |  |
|                            |   | …                      | …        |  |  |       |  |  |                        |  |  |                       |  |
|                            |   | …                      | …        |  |  |       |  |  |                        |  |  |                       |  |
| Giulia Isolani             |   | …                      |          |  |  |       |  |  |                        |  |  |                       |  |
|                            |   | …                      | …        |  |  |       |  |  |                        |  |  |                       |  |
|                            |   | …                      | …        |  |  |       |  |  |                        |  |  |                       |  |
|                            |   | …                      | …        |  |  |       |  |  |                        |  |  |                       |  |
| Francesco Carlo Gonzaga    |   | …                      |          |  |  |       |  |  |                        |  |  |                       |  |
|                            | … | …                      |          |  |  |       |  |  |                        |  |  |                       |  |
|                            | … | …                      |          |  |  |       |  |  |                        |  |  |                       |  |
|                            | … | …                      |          |  |  |       |  |  |                        |  |  |                       |  |
| Fabio Scotti               | … |                        |          |  |  |       |  |  |                        |  |  |                       |  |
|                            |   | …                      | …        |  |  |       |  |  |                        |  |  |                       |  |
|                            |   | …                      | …        |  |  |       |  |  |                        |  |  |                       |  |
|                            |   | …                      | …        |  |  |       |  |  |                        |  |  |                       |  |
| Olimpia Scotti             |   | …                      |          |  |  |       |  |  |                        |  |  |                       |  |
|                            |   | …                      | …        |  |  |       |  |  |                        |  |  |                       |  |
|                            |   | …                      | …        |  |  |       |  |  |                        |  |  |                       |  |
|                            |   | …                      | …        |  |  |       |  |  |                        |  |  |                       |  |
| Teresa Ameriga             |   | …                      |          |  |  |       |  |  |                        |  |  |                       |  |
|                            |   | …                      | …        |  |  |       |  |  |                        |  |  |                       |  |
|                            |   | …                      | …        |  |  |       |  |  |                        |  |  |                       |  |
|                            |   | …                      | …        |  |  |       |  |  |                        |  |  |                       |  |
|                            |   | …                      |          |  |  |       |  |  |                        |  |  |                       |  |